# Метрополитен Санто-Доминго
Метрополитен Санто-Доминго (исп. Metro de Santo Domingo) — транспортная система в Санто-Доминго, Доминиканская Республика. Состоит из двух линий: первой линии длиной 14,5 км и 16 станций, второй линии 10,3 км , 14 станций. Северная часть первой линии эстакадная, центральная и южная — подземная. В систему метрополитена интегрирована канатная дорога из четырёх станций; пересадка организована на станции Eduardo Brito.

## История

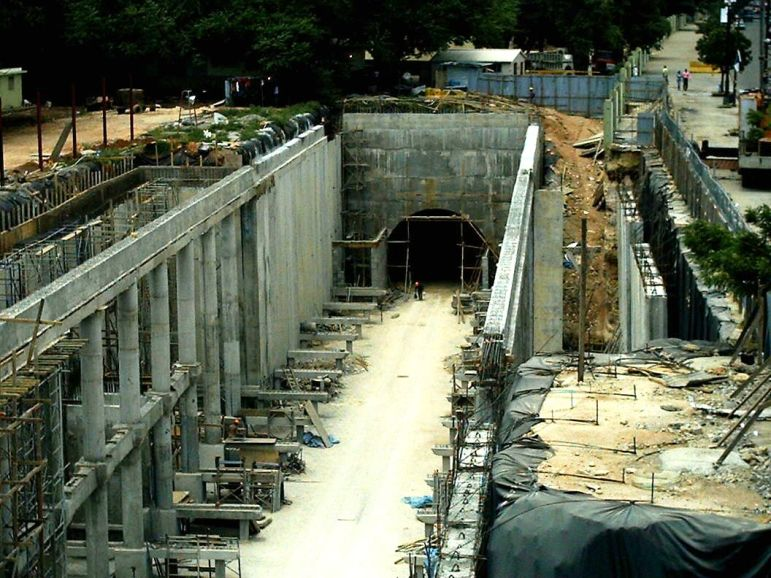
Метро на этапе строительства. 2006 год

Строительство велось с 2005 года. Первые пробные поезда были запущены 22 декабря 2008 года, для пассажиров линия открыта 30 января 2009 года.

## Первая линия
Она была открыта для пассажиров 30 января 2009 года в составе 16 станций, 10 подземных и 6 надземных. Все станции названы в честь известных исторических личностей Доминиканской Республики.

## Вторая линия
Проходит из центра города на восток, в сторону аэропорта, открытие было запланировано во второй половине 2012 года. Открыта 1 апреля 2013 года, продлена 9 августа 2018 года на четыре станции к востоку. В настоящее время линия насчитывает 18 станций и имеет длину 14 км.

## Перспектива
Линию 2 планируется довести на восток до станции Сан Висент де Паул/Карретера Мелла, а также построить линию 3.

## Подвижной состав
Используются 19 трёхвагонных составов Metropolis 9000 фирмы Alstom (такие же, как и в метро Барселоны).
Ещё 15 таких же составов для второй линии прибыли 29 марта 2012 года.

## Режим работы
Метро работает с 6:00 до 23:00. Интервалы между поездами составляют 5 минут.